# Nahas Angula
Nahas Gideon Angula (Onyaanya, Oshikoto, 22 de agosto de 1943) es un político namibio.
Fue primer ministro de Namibia de 2005 al 2012. Pasó a ocupar el cargo el 21 de marzo de 2005, cuando su nombramiento fue anunciado por el presidente Hifikepunye Pohamba durante su discurso de presentación de mandato.
Es afiliado del SWAPO. Con ese partido formó parte de la Asamblea Constituyente desde noviembre de 1989 a marzo de 1990. Desde 1990 ha formado parte de la Asamblea Nacional y ha ocupado dos ministerios: de Cultura desde 1990 a 1995 y de Educación Superior de 1995 hasta 2005.

## Biografía
Angula nació en Onyaanya, en la región de Oshikoto. Angula obtuvo una maestría en educación de la Universidad de Columbia. Es miembro de la iglesia luterana, al igual que su familia durante generaciones.
Fue exiliado de Namibia de 1965 a 1989. Durante ese tiempo trabajó para Radio Zambia de 1973 a 1976 y para las Naciones Unidas como funcionario público desde 1976 hasta 1980, antes de convertirse en organizador de SWAPO en 1980. Oficial de registro de votantes en SWAPO en 1989. Inmediatamente antes de la independencia, Angula fue miembro de SWAPO de la Asamblea Constituyente de Namibia, que se estableció entre noviembre de 1989 y marzo de 1990.
Angula se convirtió en miembro de la Asamblea Nacional en 1990. Fue ministro de Educación, Deportes y Cultura de 1990 a 1995 y ministro de Educación Superior de 1995 a 2005.
Angula es candidata para la nominación de SWAPO para las elecciones presidenciales de Namibia el 15 y 16 de noviembre de 2004, pero solo obtiene el tercer lugar. Luego apoya a Hifikepunye Pohamba, quien es investido por SWAPO y luego victorioso en las elecciones presidenciales.
El 21 de marzo de 2005, cuando Pohamba asumió el cargo de presidente de Namibia, anunció que designaba a Angula como primer ministro de Namibia.
Después de que Hage Geingob fue reelegido vicepresidente de SWAPO el 2 de diciembre de 2012 y confirmado como candidato presidencial para SWAPO en 2014, el presidente Pohamba nombró a Geingob como primer ministro el 4 de diciembre de 2012. Angula ha sido nombrado ministro de Defensa.
En medio de un impulso por nuevas caras en la Asamblea Nacional, Angula ha elegido no buscar un lugar en la lista de SWAPO para las elecciones de 2014.